# Hélène Lecadieu
 (avril 2025).
Hélène Lecadieu est une journaliste et militante anarchiste française, née le 20 octobre 1853 à Paris et morte le 23 juillet 1916.

## Biographie

### Enfance et formation
Elle est la fille d’Henri Lecadieu et de Marie Anatolie Cornu. Devenue après le décès de ses parents, pupille de l’Assistance publique, elle est élevée dans un couvent jusqu’à sa majorité.

### Carrière
En mai 1905, elle devient gérante du Libertaire. En 1910, plusieurs affiches antiparlementaires du Libertaire sont placardés lors des législatives de 1910.

### Décès
Elle meurt le 23 juillet 1916.